# Bundesliga de 2015–16
A Bundesliga de 2015–16 foi a 53.ª edição da primeira divisão do futebol alemão. O Bayern de Munique sagrou-se campeão pelo quarto ano seguido.

## Regulamento
A Bundesliga é disputada entre 18 times, em 2 turnos, sendo que em cada turno todos os times jogam entre si uma vez. Os jogos do segundo turno são realizados na mesma ordem do primeiro, apenas com o mando de campo invertido. Não há campeão por turno, sendo declarado campeão alemão o time que obtiver o maior número de pontos após 34 rodadas de disputa. O Campeonato irá começar dia 14 de agosto de 2015 e terminar dia 14 de maio de 2016.

## Promovidos e Rebaixados
| Pos. | Rebaixados na Bundesliga |
| ---- | ------------------------ |
| 17º  | Freiburg                 |
| 18º  | Paderborn 07             |

| Pos. | Promovidos na 2. Bundesliga |
| ---- | --------------------------- |
| 1º   | Ingolstadt 04               |
| 2º   | Darmstadt 98                |

## Participantes
| Equipe                   | Cidade          | Treinador           | Em 2014/2015    | Estádio (mando)          | Capacidade | Títulos        | Material Esportivo |
| ------------------------ | --------------- | ------------------- | --------------- | ------------------------ | ---------- | -------------- | ------------------ |
| Augsburg                 | Augsburgo       | Markus Weinzierl    | 5º              | SGL Arena                | 30.660     | 0 (não possui) | Nike               |
| Bayer Leverkusen         | Leverkusen      | Roger Schmidt       | 4º              | BayArena                 | 30.210     | 0 (não possui) | Adidas             |
| Bayern de Munique        | Munique         | Josep Guardiola     | 1º              | Allianz Arena            | 75.000     | 25             | Adidas             |
| Borussia Dortmund        | Dortmund        | Thomas Tuchel       | 7º              | Westfalenstadion         | 81.359     | 8              | Puma               |
| Borussia Mönchengladbach | Mönchengladbach | Lucien Favre        | 3º              | Borussia-Park            | 54.010     | 5              | Kappa              |
| Darmstadt 98             | Darmstadt       | Dirk Schuster       | 2º (2ª divisão) | Stadion am Böllenfalltor | 17.000     | 0 (não possui) | Jako               |
| Eintracht Frankfurt      | Frankfurt       | Armin Veh           | 9º              | Commerzbank-Arena        | 51.500     | 1              | Nike               |
| Hamburgo SV              | Hamburgo        | Bruno Labbadia      | 16º             | Volksparkstadion         | 57.000     | 6              | Adidas             |
| Hannover 96              | Hanôver         | Michael Frontzeck   | 13º             | AWD-Arena                | 50.000     | 2              | Jako               |
| Hertha Berlin            | Berlim          | Pál Dárdai          | 15º             | Olympiastadion           | 74.244     | 2              | Nike               |
| Hoffenheim               | Sinsheim        | Markus Gisdol       | 8º              | Rhein-Neckar-Arena       | 30.150     | 3              | Lotto              |
| Ingolstadt 04            | Ingolstadt      | Ralph Hasenhüttl    | 1º (2ª divisão) | Audi-Sportpark           | 15.000     | 0 (não possui) | Adidas             |
| Köln                     | Colônia         | Peter Stöger        | 12º             | RheinEnergieStadion      | 50.000     | 3              | Erima              |
| Mainz 05                 | Mogúncia        | Martin Schmidt      | 11º             | Coface Arena             | 34.000     | 0 (não possui) | Lotto              |
| Schalke 04               | Gelsenkirchen   | André Breitenreiter | 6º              | Veltins-Arena            | 61.973     | 7              | Adidas             |
| Stuttgart                | Estugarda       | Alexander Zorniger  | 14º             | Mercedes-Benz Arena      | 60.441     | 5              | Puma               |
| Werder Bremen            | Bremen          | Viktor Skrypnyk     | 10º             | Weserstadion             | 42.100     | 4              | Nike               |
| Wolfsburg                | Wolfsburg       | Dieter Hecking      | 2º              | Volkswagen Arena         | 30.000     | 1              | Kappa              |

## Classificação
Atualizado em 14 de maio de 2016.
| Pos | Equipes                  | Pts | J  | V  | E  | D  | GM | GS | SG  | %  | Classificação ou rebaixamento                          |
| --- | ------------------------ | --- | -- | -- | -- | -- | -- | -- | --- | -- | ------------------------------------------------------ |
| 1   | Bayern de Munique        | 88  | 34 | 28 | 4  | 2  | 80 | 17 | 63  | 86 | Fase de Grupos da Liga dos Campeões da UEFA de 2016–17 |
| 2   | Borussia Dortmund        | 78  | 34 | 24 | 6  | 4  | 82 | 34 | 48  | 76 | Fase de Grupos da Liga dos Campeões da UEFA de 2016–17 |
| 3   | Bayer Leverkusen         | 60  | 34 | 18 | 6  | 10 | 56 | 40 | 16  | 59 | Fase de Grupos da Liga dos Campeões da UEFA de 2016–17 |
| 4   | Borussia Mönchengladbach | 55  | 34 | 17 | 4  | 13 | 67 | 50 | 17  | 54 | Play-offs da Liga dos Campeões da UEFA de 2016–17      |
| 5   | Schalke 04               | 52  | 34 | 15 | 7  | 12 | 51 | 49 | 2   | 51 | Fase de Grupos da Liga Europa da UEFA de 2016–17       |
| 6   | Mainz 05                 | 50  | 34 | 14 | 8  | 12 | 46 | 42 | 4   | 49 | Fase de Grupos da Liga Europa da UEFA de 2016–17       |
| 7   | Hertha Berlim            | 50  | 34 | 14 | 8  | 12 | 42 | 42 | 0   | 49 | Play-offs da Liga Europa da UEFA de 2016–17            |
| 8   | Wolfsburg                | 45  | 34 | 12 | 9  | 13 | 47 | 49 | –2  | 44 |                                                        |
| 9   | Köln                     | 43  | 34 | 10 | 13 | 11 | 38 | 42 | –4  | 42 |                                                        |
| 10  | Hamburgo                 | 41  | 34 | 11 | 8  | 15 | 40 | 46 | –6  | 40 |                                                        |
| 11  | Ingolstadt               | 40  | 34 | 10 | 10 | 14 | 33 | 42 | –9  | 39 |                                                        |
| 12  | Augsburg                 | 38  | 34 | 9  | 11 | 14 | 42 | 52 | –10 | 37 |                                                        |
| 13  | Werder Bremen            | 38  | 34 | 10 | 8  | 15 | 50 | 65 | –15 | 37 |                                                        |
| 14  | Darmstadt 98             | 38  | 34 | 9  | 11 | 14 | 38 | 53 | –15 | 37 |                                                        |
| 14  | Hoffenheim               | 37  | 34 | 9  | 10 | 15 | 39 | 54 | –15 | 36 |                                                        |
| 16  | Eintracht Frankfurt      | 36  | 34 | 9  | 9  | 16 | 34 | 52 | –18 | 35 | Play-off de Rebaixamento                               |
| 17  | Stuttgart                | 33  | 34 | 9  | 6  | 19 | 50 | 75 | –25 | 32 | Zona de rebaixamento à 2. Bundesliga de 2016–17        |
| 18  | Hannover 96              | 25  | 34 | 7  | 4  | 23 | 31 | 62 | –31 | 25 | Zona de rebaixamento à 2. Bundesliga de 2016–17        |

- Como o campeão da Copa da Alemanha de Futebol de 2015–16 foi o Bayern de Munique, que já tinha garantido sua vaga por ter sido campeão da Bundesliga, a vaga para a Fase de Grupos da Liga Europa da UEFA de 2016–17 foi repassada ao Mainz 05, 6° colocado da Bundesliga.

## Confrontos
| Mandante\ Visitante[1]   | AUG | LEV | BMU | DOR | MGL | D98 | EFR | HAM | H96 | HER | HOF | ING | KÖL | MAI | S04 | STU | BRE | WOL |
| Augsburg                 |     | 3–3 | 1–3 | 1–3 | 2–2 | 0–2 | 0–0 | 1–3 | 2–0 | 0–1 | 1–3 | 0–1 | 0–0 | 3–3 | 2–1 | 1–0 | 1–2 | 0–0 |
| Bayer Leverkusen         | 1–1 |     | 0–0 | 0–1 | 5–0 | 0–1 | 3–0 | 1–0 | 3–0 | 2–1 | 2–1 | 3–2 | 1–2 | 1–0 | 1–1 | 4–3 | 1–4 | 3–0 |
| Bayern de Munique        | 2–1 | 3–0 |     | 5–1 | 1–1 | 3–1 | 1–0 | 5–0 | 3–1 | 2–0 | 2–0 | 2–0 | 4–0 | 1–2 | 3–0 | 4–0 | 5–0 | 5–1 |
| Borussia Dortmund        | 5–1 | 3–0 | 0–0 |     | 4–0 | 2–2 | 4–1 | 3–0 | 1–0 | 3–1 | 3–1 | 2–0 | 2–2 | 2–0 | 3–2 | 4–1 | 3–2 | 5–1 |
| Borussia Mönchengladbach | 4–2 | 2–1 | 3–1 | 1–3 |     | 3–2 | 3–0 | 0–3 | 2–1 | 5–0 | 3–1 | 0–0 | 1–0 | 1–2 | 4–1 | 4–0 | 5–1 | 2–0 |
| Darmstadt                | 2–2 | 1–2 | 0–3 | 0–2 | 0–2 |     | 1–2 | 1–1 | 2–2 | 0–4 | 0–0 | 2–0 | 0–0 | 2–3 | 0–2 | 2–2 | 2–1 | 0–1 |
| E. Frankfurt             | 1–1 | 1–3 | 0–0 | 1–0 | 1–5 | 0–1 |     | 0–0 | 1–0 | 1–1 | 0–2 | 1–1 | 6–2 | 2–1 | 0–0 | 2–4 | 2–1 | 3–2 |
| Hamburg                  | 0–1 | 0–0 | 1–2 | 3–1 | 3–2 | 1–2 | 0–0 |     | 1–2 | 2–0 | 1–3 | 1–1 | 1–1 | 1–3 | 0–1 | 3–2 | 2–1 | 0–1 |
| Hannover 96              | 0–1 | 0–1 | 0–1 | 2–4 | 2–0 | 1–2 | 1–2 | 0–3 |     | 1–3 | 1–0 | 4–0 | 0–2 | 0–1 | 1–3 | 1–3 | 1–0 | 0–4 |
| Hertha BSC               | 0–0 | 2–1 | 0–2 | 0–0 | 1–4 | 1–2 | 2–0 | 3–0 | 2–2 |     | 1–0 | 2–1 | 2–0 | 2–0 | 2–0 | 2–1 | 1–1 | 1–1 |
| Hoffenheim               | 2–1 | 1–1 | 1–2 | 1–1 | 3–3 | 0–2 | 0–0 | 0–1 | 1–0 | 2–1 |     | 2–1 | 1–1 | 3–2 | 1–4 | 2–2 | 1–3 | 1–0 |
| Ingolstadt 04            | 2–1 | 0–1 | 1–2 | 0–4 | 1–0 | 3–1 | 2–0 | 0–1 | 2–2 | 0–1 | 1–1 |     | 1–1 | 1–0 | 3–0 | 3–3 | 2–0 | 0–0 |
| Köln                     | 0–1 | 0–2 | 0–1 | 2–1 | 1–0 | 4–1 | 3–1 | 2–1 | 0–1 | 0–1 | 0–0 | 1–1 |     | 0–0 | 1–3 | 1–3 | 0–0 | 1–1 |
| Mainz 05                 | 4–2 | 3–1 | 0–3 | 0–2 | 1–0 | 0–0 | 2–1 | 0–0 | 3–0 | 0–0 | 3–1 | 0–1 | 2–3 |     | 2–1 | 0–0 | 1–3 | 2–0 |
| Schalke 04               | 1–1 | 2–3 | 1–3 | 2–2 | 2–1 | 1–1 | 2–0 | 3–2 | 3–1 | 2–1 | 1–0 | 1–1 | 0–3 | 2–1 |     | 1–1 | 1–3 | 3–0 |
| Stuttgart                | 0–4 | 0–2 | 1–3 | 0–3 | 1–3 | 2–0 | 1–4 | 2–1 | 1–2 | 2–0 | 5–1 | 1–0 | 1–3 | 1–3 | 0–1 |     | 1–1 | 3–1 |
| Werder Bremen            | 1–2 | 0–3 | 0–1 | 1–3 | 2–1 | 2–2 | 1–0 | 1–3 | 4–1 | 3–3 | 1–1 | 0–1 | 1–1 | 1–1 | 0–3 | 6–2 |     | 3–2 |
| Wolfsburg                | 0–2 | 2–1 | 0–2 | 1–2 | 2–1 | 1–1 | 2–1 | 1–1 | 1–1 | 2–0 | 4–2 | 2–0 | 1–1 | 1–1 | 3–0 | 3–1 | 6–0 |     |

Última atualização em 14 de maio de 2016.
Fonte: Bundesliga
1O time da casa (mandante) está listado na coluna da esquerda.
Cores:      Azul = time da casa vence;      Amarelo = empate;      Vermelho = time visitante vence.

## Estatísticas
| Pos. | Jogador                   | Equipe                   | Gols |
| ---- | ------------------------- | ------------------------ | ---- |
| 1    | Robert Lewandowski        | Bayern de Munique        | 30   |
| 2    | Pierre-Emerick Aubameyang | Borussia Dortmund        | 25   |
| 3    | Thomas Müller             | Bayern de Munique        | 20   |
| 4    | Javier Hernández          | Bayer Leverkusen         | 14   |
| 5    | Alexander Meier           | Eintracht Frankfurt      | 12   |
| 6    | Salomon Kalou             | Hertha Berlim            | 11   |
| 7    | Anthony Modeste           | Köln                     | 10   |
| 7    | Raffael                   | Borussia Mönchengladbach | 10   |
| 7    | Yunus Mallı               | Mainz 05                 | 10   |
| 10   | Marco Reus                | Borussia Dortmund        | 9    |
| 10   | Daniel Didavi             | Stuttgart                | 9    |
| 10   | Henrikh Mkhitaryan        | Borussia Dortmund        | 9    |
| 10   | Anthony Ujah              | Werder Bremen            | 9    |
| 10   | Sandro Wagner             | Darmstadt 98             | 9    |
| 15   | Yoshinori Muto            | Mainz 05                 | 7    |
| 15   | Bas Dost                  | Wolfsburg                | 7    |
| 15   | Vedad Ibišević            | Hertha Berlim            | 7    |
| 15   | Claudio Pizarro           | Werder Bremen            | 7    |
| 19   | Lars Stindl               | Borussia Mönchengladbach | 6    |
| 19   | Marcel Heller             | Darmstadt 98             | 6    |
| 19   | Pierre-Michel Lasogga     | Hamburgo                 | 6    |
| 19   | Klaas-Jan Huntelaar       | Schalke 04               | 6    |
| 19   | Fabian Johnson            | Borussia Mönchengladbach | 6    |
| 19   | Aytaç Sulu                | Darmstadt 98             | 6    |

| Pos. | Jogador            | Equipe                   | Assis. |
| ---- | ------------------ | ------------------------ | ------ |
| 1    | Raffael            | Borussia Mönchengladbach | 10     |
| 2    | Henrikh Mkhitaryan | Borussia Dortmund        | 9      |
| 2    | Douglas Costa      | Bayern de Munique        | 9      |
| 4    | Shinji Kagawa      | Borussia Dortmund        | 6      |
| 5    | Haris Seferović    | Eintracht Frankfurt      | 5      |
| 5    | Matthias Ginter    | Borussia Dortmund        | 5      |
| 5    | Lars Stindl        | Borussia Dortmund        | 5      |
| 5    | Gonzalo Castro     | Borussia Dortmund        | 5      |
| 5    | Johannes Geis      | Schalke 04               | 5      |
| 5    | Thomas Müller      | Bayern de Munique        | 5      |
| 5    | Jairo Samperio     | Mainz 05                 | 5      |
| 5    | Vieirinha          | Wolfsburg                | 5      |
| 13   | Aubameyang         | Borussia Dortmund        | 4      |
| 13   | Vedad Ibišević     | Hertha Berlim            | 4      |
| 13   | Leroy Sané         | Schalke 04               | 4      |
| 13   | Hiroshi Kiyotake   | Hannover 96              | 4      |
| 13   | Konstantin Rausch  | Darmstadt 98             | 4      |
| 13   | Mitchell Weiser    | Hertha Berlim            | 4      |
| 13   | Hakan Çalhanoğlu   | Bayer Leverkusen         | 4      |
| 13   | Mahmoud Dahoud     | Borussia Mönchengladbach | 4      |
| 13   | Daniel Caligiuri   | Wolfsburg                | 4      |
| 13   | Lukas Rupp         | Stuttgart                | 4      |

### Hat-tricks
| Jogador                   | Para                | Contra                   | Resultado | Data                   | Ref.   |
| ------------------------- | ------------------- | ------------------------ | --------- | ---------------------- | ------ |
| Alexander Meier           | Eintracht Frankfurt | Köln                     | 6–2       | 12 de setembro de 2015 | [ 6 ]  |
| Yunus Mallı               | Mainz 05            | 1899 Hoffenheim          | 3-1       | 18 de setembro de 2015 | [ 7 ]  |
| Max Kruse                 | Wolfsburg           | Hoffenheim               | 4-2       | 17 de outubro de 2015  | [ 8 ]  |
| Pierre-Emerick Aubameyang | Borussia Dortmund   | Augsburg                 | 5–1       | 25 de outubro de 2015  | [ 9 ]  |
| Yoshinori Muto            | Mainz 05            | Augsburg                 | 3–3       | 31 de outubro de 2015  | [ 10 ] |
| Salomon Kalou             | Hertha Berlim       | Hannover 96              | 3–1       | 6 de novembro de 2015  | [ 11 ] |
| Javier Hernández          | Bayer Leverkusen    | Borussia Monchengladbach | 5–0       | 12 de dezembro de 2015 | [ 12 ] |

### Manita
| Jogador            | Para              | Contra    | Resultado | Data                   | Ref.   |
| ------------------ | ----------------- | --------- | --------- | ---------------------- | ------ |
| Robert Lewandowski | Bayern de Munique | Wolfsburg | 5-1       | 22 de setembro de 2015 | [ 13 ] |

### Público
Atualizado 22 de outubro de 2015
| Pos. | Equipe                   | Total     | Maior  | Menor  | Média  | Mudança |
| ---- | ------------------------ | --------- | ------ | ------ | ------ | ------- |
| 1    | Borussia Dortmund        | 485 892   | 81 359 | 79 956 | 80 982 | +0.6%†  |
| 2    | Bayern de Munique        | 525 000   | 75 000 | 75 000 | 75 000 | +2.9%†  |
| 3    | Schalke 04               | 426 928   | 61 973 | 60 083 | 60 989 | −0.9%†  |
| 4    | Hamburg                  | 329 696   | 57 000 | 53 192 | 54 949 | +3.1%†  |
| 5    | Stuttgart                | 364 182   | 59 500 | 45 700 | 52 026 | +2.5%†  |
| 6    | Hertha BSC               | 303 589   | 65 427 | 37 045 | 50 598 | +0.8%†  |
| 7    | Borussia Mönchengladbach | 355 829   | 54 010 | 40 511 | 50 832 | +0.3%†  |
| 8    | Köln                     | 335 000   | 50 000 | 46 000 | 47 857 | −0.9%†  |
| 9    | E. Frankfurt             | 292 200   | 51 500 | 45 000 | 48 700 | +2.2%†  |
| 10   | Hannover 96              | 258 300   | 49 000 | 36 800 | 43 050 | −0.9%†  |
| 11   | Werder Bremen            | 248 905   | 42 100 | 40 005 | 41 484 | +1.4%†  |
| 12   | Mainz 05                 | 208 165   | 34 000 | 26 331 | 29 737 | −4.0%†  |
| 13   | Hoffenheim               | 178 462   | 30 150 | 28 312 | 29 743 | +9.4%†  |
| 14   | Augsburg                 | 199 087   | 30 009 | 27 112 | 28 441 | −2.4%†  |
| 15   | Wolfsburg                | 205 276   | 30 000 | 28 148 | 29 325 | +3.9%†  |
| 16   | Bayer Leverkusen         | 170 221   | 30 210 | 24 805 | 28 370 | −3.2%†  |
| 17   | Darmstadt                | 117 800   | 17 000 | 15 800 | 16 828 | +19.0%1 |
| 18   | Ingolstadt 04            | 88 646    | 15 000 | 14 095 | 14 774 | +48.7%1 |
|      | Total                    | 5 095 702 | 81 359 | 14 457 | 43 553 | +0.9%†  |

Fonte: 
Notas:
1: Time jogou na última temporada na 2. Bundesliga

### Número de equipes por estado
| Posição | Estado                     | Nº de equipes | Equipes                                                                             |
| ------- | -------------------------- | ------------- | ----------------------------------------------------------------------------------- |
| 1       | Renânia do Norte-Vestfália | 5             | Bayer Leverkusen, Borussia Dortmund, Borussia Mönchengladbach, FC Köln e Schalke 04 |
| 2       | Baviera                    | 3             | FC Augsburg, Bayern de Munique e Ingolstadt 04                                      |
| 3       | Baden-Württemberg          | 2             | 1899 Hoffenheim e VfB Stuttgart                                                     |
| 3       | Hesse                      | 2             | Darmstadt 98 e Eintracht Frankfurt                                                  |
| 3       | Baixa Saxônia              | 2             | Hannover 96 e VfL Wolfsburg                                                         |
| 6       | Berlim                     | 1             | Hertha Berlin                                                                       |
| 6       | Bremen                     | 1             | Werder Bremen                                                                       |
| 6       | Hamburgo                   | 1             | Hamburgo SV                                                                         |
| 6       | Renânia-Palatinado         | 1             | FSV Mainz 05                                                                        |